# Contrada della Chiocciola
La Contrada della Chiocciola è una delle diciassette suddivisioni storiche della città toscana di Siena. Prende parte al Palio di Siena.

## Territorio

### Le strade all'epoca del Bando
Il Bando di Violante di Baviera (1730) determina la suddivisione territoriale delle diciassette Contrade di Siena facendo riferimento ai palazzi e ai loro proprietari dell'epoca, basandosi quindi sulle costruzioni più che sulle strade. Esso viene ancora oggi considerato la disposizione di base per determinare gli effettivi confini delle Contrade. Secondo il Bando relativo alla Nuova divisione dei confini delle Contrade, il territorio della Contrada della Chiocciola è delimitato dalle seguenti vie e palazzi:
"Chiocciola. n. 1 - Dalla porta San Marco comprenda le due strade fino al campanile de Padri del Carmine, siccome la via dette Monache detta Madonna dette Sperandie per tutta la chiesa ed ospizio di Santa Lucia fino all'arco della via de Maestri ed abbracciando le case dirimpetto al cimitero di San Marco salga la piaggia di San Quirico e vada sino all'arco del convento di Castelvecchio e fino a San Quirico, prendendo detta chiesa e case fino alla svolta, lasciando la strada che cala alla Madonna del Corvo."

### Le strade ai nostri giorni
Le strade che attualmente fanno parte del territorio della Contrada sono le seguenti:
- via di San Marco
- via delle Sperandie
- via della Diana
- Pian dei Mantellini (parte)
- via di San Quirico (parte)
- via Tommaso Pendola (parte)

Nel suo territorio si trova quello anticamente incluso nella Contrada della Quercia, una delle contrade soppresse.

### Palazzi, monumenti e luoghi di Contrada
- Sede

Si trova in via di San Marco al numero 33 e comprende le sale di rappresentanza, la cancelleria (o ufficio amministrativo) della Contrada e le sale di adunanza del Seggio.
- Oratorio

Si trova accanto alla sede ed è la Chiesa di San Pietro e Paolo che risale al Seicento e fu ricostruita su disegni di Flaminio del Turco. È in uso alla Contrada dal 1814, dopo la soppressione del monastero delle Monache di San Paolo.
- Museo storico

Si trova nella cripta posta al di sotto dell'oratorio, acquistata dalla Contrada negli anni Settanta del Novecento e trasformata in museo dopo essere stata, nei secoli, sede di una fornace per la terracotta e autorimessa.
- Museo degli arredi sacri

È adiacente all'oratorio e contiene gli arredi sacri non più in uso e provenienti dal precedente oratorio dedicato alla Madonna del Rosario e dall'attuale.
- Cappella della Madonna del Rosario

Fu la prima chiesa della Chiocciola e la prima a Siena ad essere realizzata a spese di una Contrada. Fu costruita in meno di due anni, dal 1655 al 1656. Dal 1722 al 1725 fu restaurata ed ampliata con i soldi derivanti dalla vincita di un Palio. Venne sconsacrata nel 1820 e quindi abbandonata dalla Chiocciola, che negli anni Sessanta del Novecento ne ha recuperato l'uso per accudire il cavallo nei giorni del Palio.
- Il Pozzo è posto di fronte alla cappella della Madonna del Rosario e fu fatto costruire dal Cardinale Francesco Petrucci nel 1522 per fornire acqua alla popolazione del rione. Al giorno d'oggi non è più in uso ma continua ad essere un punto di incontro e di riferimento per gli abitanti della Contrada.
- la Diana

Il fiume mitologico era ritenuto sfociare nel territorio della Chiocciola tant'è che una delle sue strade ha il suo nome.

## Storia
Gli abitanti del "borgo di San Marco" nel 1466 donarono al Monastero di Santa Marta (nel territorio della Chiocciola) alcune proprietà immobiliari poste nella città e nelle sue vicinanze, in cambio dell'impegno delle monache a restaurare la chiesa di una delle proprietà donate (lo Spedale di San Pietro), lasciare quattro letti a disposizione dei poveri e a dire in perpetuo una messa settimanale in onore di San Pietro e Santa Marta.
La Contrada, quindi, già aveva immobili di proprietà e trattava a pieno titolo con enti religiosi.
Nel 1482 la Chiocciola e la Giraffa in occasione di un Gioco delle Pugna costruirono due carri lignei, a forma dei rispettivi animali. Questa è considerata la prima occasione in cui due Contrade, due rioni, vengono associate ad un animale e vengono indicate con il loro nome odierno.
Dalla fine del XIX secolo alla fine del XX non esisteva un motivo grafico codificato per rappresentare l'insegna delle Contrade e chiunque poteva proporre nuovi modelli di bandiere. Esistono quindi bozzetti originali di carattere popolaresco, molte volte realizzati addirittura su carta di recupero. In realtà le bandiere, fino al dopoguerra, erano di sola proprietà della Contrada ed era rarissimo, anche a causa del costo elevato, che il semplice contradaiolo ne avesse una. Per la Chiocciola il grosso cambiamento si ebbe in occasione della vittoria del 1957: la Contrada era rimasta con poche bandiere e pochi soldi per realizzarne di nuove e propose ai Protettori di acquistarne a proprie spese, a patto di esporle e di utilizzarle per la Festa della Vittoria. Fu scelto in tale occasione un disegno di Dino Rofi del 1954 che rimarrà quello ufficiale fino ai giorni nostri e che rappresenta la definitiva codificazione delle squame gialle e rosse, con bordo blu.

## Aneddoti
L'appellativo "affogasanti", legato alla Contrada della Chiocciola e ai suoi contradaioli, risale alla fine dell'Ottocento, e segna un periodo particolarmente sfortunato per i colori di San Marco.
Dopo la vittoria ottenuta nel luglio 1888 con Francesco Ceppatelli detto Tabarre su Gemma, per la Chiocciola iniziò una lunghissima serie negativa, con purghe clamorose.
Il 2 luglio 1896, la Chiocciola - con il fantino Edoardo Farsetti detto Mugnaino - restò in testa fino all'ultimo Casato, dove la Torre passò vincendo il Palio col debuttante Domenico Fradiacono detto Scansino. Molti attribuirono la colpa al Capitano, ma un chiocciolino, tale Francesco Dominici detto Cecco, scelse un altro capro espiatorio per quella sconfitta: entrò furibondo nella stalla, scardinò un'immagine di sant'Antonio abate (protettore degli animali) dalla parete e la scaraventò con tutta la sua rabbia nel pozzo di fronte all'edificio imputando a lui le colpe che, eventualmente, andavano attribuite a sant'Antonio da Padova in quanto protettore della Contrada della Tartuca, avversaria della Chiocciola.
Negli anni successivi, la Chiocciola continuò a perdere in maniera clamorosa.
Il 1897 fu un anno da dimenticare per il rione di San Marco: a luglio, ancora col fantino Mugnaino, la carriera fu assai combattuta tra Chiocciola, Istrice, Leocorno e Giraffa. L'Istrice, col primo cavallo, restò attardato per la caduta del Leocorno: la Chiocciola passò in testa, ma ad un passo dalla vittoria fu ancora beffata da Scansino, stavolta per i colori della Giraffa. Ad agosto stessi protagonisti: la Chiocciola affidò la monta nuovamente a Mugnaino, mentre la Giraffa scelse Massimino. La Contrada di Provenzano fece cappotto, quella di San Marco collezionò ancora la pesante delusione del secondo posto, che segnò la fine della carriera dello sfortunato Mugnaino.
La sfortuna della Chiocciola proseguì anche nel nuovo secolo, e in molti in Contrada iniziarono a pensare ad una maledizione di sant'Antonio "affogato" nel pozzo.
Nel luglio 1901 un altro episodio incredibile: la Chiocciola era nettamente in testa con la vittoria in tasca dopo due giri, quando il fantino Emilio Lazzeri detto Fiammifero, venduto ad un'altra Contrada, si gettò volontariamente da cavallo, favorendo la vittoria del Nicchio. Ironia della sorte, nei Pispini correva Scansino, vera “bestia nera” di San Marco, considerando anche le sue due vittorie per la rivale Tartuca. Fiammifero, rifugiatosi fra i carabinieri, evitò il linciaggio ma subì la squalifica a vita.
Nel luglio 1905 un altro secondo posto bruciante: la Chiocciola - con Bellino - ingaggiò una lotta piena di nerbate con la Selva con Angelo Montechiari. L'ostacolo reciproco delle due battistrada favorì l'Istrice, che beffò entrambe aggiudicandosi il Palio.
L'anno dopo, l'Aquila tornò alla vittoria cedendo la cuffia proprio alla Chiocciola.
Per porre fine alla maledizione, nell'ottobre 1910 le donne della Contrada decisero di promuovere una sottoscrizione per prosciugare il pozzo e recuperare l'immagine di Sant’Antonio. Questa, rovinata dai 14 anni trascorsi sott'acqua, fu restaurata, portata nella chiesa della Contrada e qui venerata. La prima occasione utile per verificare il "perdono" di sant'Antonio si ebbe il 2 luglio 1911. La Chiocciola ebbe in sorte il cavallo più forte, la portentosa Stella: il Capitano, Ottaviano Brogiotti, l'affidò ad uno dei migliori fantini dell'epoca, Alfonso Menichetti detto Nappa, che in precedenza aveva "scuffiato" Pantera e Aquila. La Chiocciola partì prima e condusse per tutta la corsa, nonostante le insidie della Tartuca e di un cane lanciato sulla pista da un tartuchino nella speranza di danneggiare la rivale: Nappa e Stella giunsero primi al bandierino, e la gioia dei chiocciolini poté finalmente esplodere.
Da allora "affogasanti" è il soprannome tradizionale dei chiocciolini, e dal 29 giugno 1972 è anche il titolo del periodico ufficiale della Contrada.

## Rapporti con le altre Contrade
Attualmente le Contrade "aggregate" (alleate) con la Chiocciola sono tre: Istrice dal 1947, Pantera dal 1813 e Selva dal 1790.

### Alleanze sciolte
- Bruco, dal 1905 al 2002
- Tartuca, dal 1689 al 1814; dal 1820 al 1840; dal 1866 al 1910
- Torre, dal 1689 al 1972

### La rivalità con la Tartuca
La rivalità fra Chiocciola e Tartuca è sicuramente fra le più antiche e radicate, anche se non sono mancati momenti in cui le due Contrade ebbero rapporti di collaborazione ed amicizia: ad un periodo di gravi tensioni, ne seguì uno di alleanza dalla fine del Seicento per circa cento anni.
Ma già nei primi decenni dell'Ottocento, specie dopo gli incidenti scoppiati ad un Palio del 1814, la situazione tornò a farsi difficile. Le incomprensioni furono ricomposte a fatica, ma negli anni successivi la rivalità riesplose in maniera definitiva, dopo la vittoria tartuchina del 1910.

## Gemellaggi
- Venezia
- Campione d'Italia

## Vittorie
| N° vittoria                      | Data           | Fantino                                 | Cavallo                       |
| -------------------------------- | -------------- | --------------------------------------- | ----------------------------- |
| 1                                | 3 luglio 1661  | Pavolo Roncucci detto Pavolino          | Leprino di Buonconvento       |
| 2                                | 2 luglio 1668  | Bacchino                                |                               |
| 3                                | 2 luglio 1690  | Piermaria                               |                               |
| 4                                | 2 luglio 1695  | Giuseppe Galardi detto Pelliccino       | Baietto                       |
| Vittorie nel XVII secolo: 4      |                |                                         |                               |
| 5                                | 16 agosto 1701 | Giuseppone                              | Morello                       |
| 6                                | 2 luglio 1708  | Niccolaio Luti detto Ignudo             | Stornello di Siena            |
| 7                                | 2 luglio 1710  | Niccolaio Luti detto Ignudo             | Leardo Castrone               |
| 8                                | 3 luglio 1712  | Giuseppe Maria Bartaletti detto Strega  | Baio di Siena                 |
| 9                                | 2 luglio 1713  | Giovan Battista Papi detto Ruglia       | ?                             |
| 10                               | 17 agosto 1718 | Morino                                  |                               |
| 11                               | 16 agosto 1719 | Morino                                  | Freghino                      |
| 12                               | 2 luglio 1722  | Giovan Battista Pistoi detto Cappellaro | Moschino                      |
| 13                               | 16 agosto 1733 | Antonio Corgnolini detto Pettinajo      | Leardo moscato di Corniolini  |
| 14                               | 16 agosto 1743 | Jacomo Mazzini Cerrino                  | Morello del Baldassarrini     |
| 15                               | 2 luglio 1752  | Domenico Laschi detto Bechino           | Sauro dorato del Chiti        |
| 16                               | 17 agosto 1753 | Niccolò Sampieri detto Alisè            | ?                             |
| 17                               | 2 luglio 1767  | Mattia Mancini detto Bastiancino        | Baio scuro del Mancini        |
| 18                               | 16 agosto 1768 | Luigi Sucini detto Nacche               | Falbo del Felloni             |
| 19                               | 16 agosto 1770 | Giuseppe Fontanelli detto Castagnino    | Morello del Fontanelli        |
| 20                               | 2 luglio 1771  | Mattia Mancini detto Bastiancino        | Sauro dorato del Vegni        |
| 21                               | 17 agosto 1772 | Mattia Mancini detto Bastiancino        | Stornello corvo               |
| 22                               | 2 luglio 1788  | Tommaso Felloni detto Biggéri           | Baio sfacciato di fronte      |
| 23                               | 16 agosto 1798 | Angelo Giusti detto Ciocio              | Morello del Ceccarelli        |
| Vittorie nel XVIII secolo: 19    |                |                                         |                               |
| 24                               | 2 luglio 1822  | Matteo Brandani detto Brandino          | Morello maltinto del Meini    |
| 25                               | 2 luglio 1823  | Francesco Santini detto Gobbo Saragiolo | Baio scuro del Pagliai        |
| 26                               | 2 luglio 1850  | Antonio Guasqui detto Folaghino         | Baio del Bernardini           |
| 27                               | 16 agosto 1850 | Antonio Guasqui detto Folaghino         | Morello del Cianchelli        |
| 28                               | 16 agosto 1853 | Pietro Locchi detto Paolaccino          | Baio scuro del Bandini        |
| 29                               | 2 luglio 1855  | Pietro Locchi detto Paolaccino          | Baio bruciato del Franci      |
| 30                               | 2 luglio 1857  | Pietro Locchi detto Paolaccino          | Baio balzano stellino         |
| 31                               | 16 agosto 1858 | Pietro Locchi detto Paolaccino          | Baio balzano stellino         |
| 32                               | 3 luglio 1864  | Mario Bernini detto Bachicche           | Morello del Grandi            |
| 33                               | 4 luglio 1869  | Paolo Santinelli detto Marzialetto      | Baio dell'Amaddii             |
| 34                               | 17 agosto 1873 | Angelo Romualdi detto Girocche          | Storno del Pisani             |
| 35                               | 3 luglio 1882  | Mario Bernini detto Bachicche           | Prete                         |
| 36                               | 2 luglio 1885  | Mario Bernini detto Bachicche           | Morello balzano del Venturini |
| 37                               | 2 luglio 1888  | Francesco Ceppatelli detto Tabarre      | Gemma                         |
| Vittorie nel XIX secolo: 14      |                |                                         |                               |
| 38                               | 2 luglio 1911  | Alfonso Menichetti detto Nappa          | Stella                        |
| 39                               | 16 agosto 1924 | Angelo Meloni detto Picino              | Giacca (scosso)               |
| 40                               | 16 agosto 1925 | Ottorino Luschi detto Cispa             | Fiorello                      |
| 41                               | 16 agosto 1926 | Ottorino Luschi detto Cispa             | Margiacchina                  |
| 42                               | 16 agosto 1938 | Tripoli Torrini detto Tripolino         | Sansano                       |
| 43                               | 2 luglio 1949  | Eletto Alessandri detto Bazza           | Lirio                         |
| 44                               | 2 luglio 1957  | Giorgio Terni detto Vittorino           | Tanaquilla                    |
| 45                               | 16 agosto 1964 | Giuseppe Vivenzio detto Peppinello      | Danubio della Crucca (scosso) |
| 46                               | 17 agosto 1966 | Antonio Trinetti detto Canapetta        | Beatrice                      |
| 47                               | 2 luglio 1968  | Antonio Trinetti detto Canapetta        | Selvaggia                     |
| 48                               | 17 agosto 1975 | Andrea Degortes detto Aceto             | Panezio                       |
| 49                               | 2 luglio 1976  | Antonio Zedde detto Valente             | Quebel (scosso)               |
| 50                               | 16 agosto 1982 | Massimo Alessandri detto Bazzino        | Panezio                       |
| 51                               | 16 agosto 1999 | Massimo Coghe detto Massimino           | Votta Votta                   |
| Vittorie nel XX secolo: 14       |                |                                         |                               |
| Vittorie nel XXI secolo: nessuna |                |                                         |                               |

La Chiocciola si attribuisce altre tre vittorie, non riconosciute dal Comune:
1. 2 luglio 1654: non vi sono notizie che attestino l'esistenza di questo Palio.
2. 21 settembre 1679: bufalata corsa a Cetinale a spese di Flavio Chigi.
3. 28 settembre 1856: Palio corso a Firenze.